# .ne
.ne is het achtervoegsel van Nigerese domeinnamen.
Op het tweede niveau wordt ".ne" gebruikt door verschillende landen als domein, met de vorm .ne.xx, waar de xx staat voor de ccTLD van een land. Twee voorbeelden zijn Japan (.ne.jp) en Zuid-Korea (.ne.kr). Er bestaan ook landen waar men ".net" gebruikt, in plaats van ".ne".